# Prunum labiatum
Prunum labiatum es una especie de molusco gastrópodo de la familia Marginellidae.    

## Descripción y características
Especie con concha periforme con una longitud que oscila entre 2.5 y 3 centímetros. Su espira está cubierta por la vuelta de su cuerpo, y el labio exterior se encuentra engrosado, exhibiendo pequeños dientecillos en su borde interno. La columela muestra cuatro dientecillos en su parte anterior. Presenta un color gris blancuzco brillante, con tres bandas espirales de tono oscuro. El labio exterior de la concha presenta un color que varía entre tonalidades anaranjadas y cafés. Es hallada comúnmente en zonas poco profundas, generalmente a una profundidad de aproximadamente 6 metros.

## Sinónimos
Esta especie cuenta con varios sinónimos que se usan en distintos documentos científicos, aunque estos no estén aceptados.
1. Glabela pyrulata Redfield.
2. Marginella labiata Kiener.
3. Marginella pyrulata Redfield.

## Distribución
En el caribe, principalmente en la Península de Yucatán o en costas colombianas.